# گندم (فیلم)
گندم (انگلیسی: Wheat) فیلمی در ژانر درام است که در سال ۲۰۰۹ منتشر شد. از بازیگران آن می‌توان به فن بینگ‌بینگ اشاره کرد.